# Coppa Intercontinentale 1987 (pallacanestro)
La Coppa intercontinentale di pallacanestro del 1987 si è giocata in Italia, a Milano, ed è stata vinta dalla Tracer Milano.

## Risultati

### Primo turno

#### Gruppo A
|    | Squadra              | G | V | P | PF  | PS  | Dif | P.ti |
| -- | -------------------- | - | - | - | --- | --- | --- | ---- |
| 1. | Barcellona           | 3 | 3 | 0 | 345 | 287 | +58 | 6    |
| 2. | Tracer Milano        | 3 | 2 | 1 | 301 | 282 | +19 | 5    |
| 3. | Ferro Carril Oeste   | 3 | 1 | 2 | 263 | 308 | -45 | 4    |
| 4. | Washington All-Stars | 3 | 0 | 3 | 293 | 325 | -32 | 3    |

#### Gruppo B
|    | Squadra          | G | V | P | PF  | PS  | Dif | P.ti |
| -- | ---------------- | - | - | - | --- | --- | --- | ---- |
| 1. | Cibona Zagabria  | 3 | 3 | 0 | 314 | 282 | +31 | 6    |
| 2. | Maccabi Tel Aviv | 3 | 2 | 1 | 284 | 280 | +4  | 5    |
| 3. | Monte Líbano     | 3 | 1 | 2 | 268 | 279 | -11 | 4    |
| 4. | Žalgiris Kaunas  | 3 | 0 | 3 | 310 | 334 | -24 | 3    |

### Semifinali
| Squadra 1       | Risultato | Squadra 2        |
| --------------- | --------- | ---------------- |
| Barcellona      | 95 - 87   | Maccabi Tel Aviv |
| Cibona Zagabria | 83 - 94   | Tracer Milano    |

### Finale
| Squadra 1     | Risultato | Squadra 2  |
| ------------- | --------- | ---------- |
| Tracer Milano | 100 – 84  | Barcellona |

| Coppa Intercontinentale 1987 |
| ---------------------------- |
| Tracer Milano 1º titolo      |

## Formazione vincitrice
| N° | Naz.                   | Ruolo | Sportivo            |  | Alt. |  |
| -- | ---------------------- | ----- | ------------------- |  | ---- |  |
| 5  | Italia (bandiera)      | AC    | Fausto Bargna       |  |      |  |
| 6  | Italia (bandiera)      | A     | Massimiliano Aldi   |  |      |  |
| 7  | Italia (bandiera)      | A     | Riccardo Pittis     |  |      |  |
| 8  | Italia (bandiera)      | P     | Mike D'Antoni       |  |      |  |
| 9  | Italia (bandiera)      | AG    | Mario Governa       |  |      |  |
| 10 | Italia (bandiera)      | G     | Roberto Premier     |  |      |  |
| 11 | Italia (bandiera)      | C     | Dino Meneghin       |  |      |  |
| 12 | Italia (bandiera)      | G     | Fabrizio Ambrassa   |  |      |  |
| 13 | Stati Uniti (bandiera) | AC    | Rickey Brown        |  |      |  |
| 14 | Italia (bandiera)      | G     | Piero Montecchi     |  |      |  |
| 15 | Stati Uniti (bandiera) | AG    | Bob McAdoo          |  |      |  |
| 16 | Italia (bandiera)      | C     | Alessandro Chiodini |  |      |  |
|    | Italia (bandiera)      | All.  | Franco Casalini     |  |      |  |